# Zaklatás
A zaklatás az az emberi méltóságot sértő, szexuális vagy egyéb természetű  magatartás, amely az érintett személynek az egyenlő bánásmódról és az esélyegyenlőség előmozdításáról szóló 2003. évi CXXV. törvény 8. §-ában meghatározott tulajdonságával (neme, faji hovatartozása, bőrszíne, nemzetisége, nemzeti vagy etnikai kisebbséghez való tartozása, anyanyelve, fogyatékossága, egészségi állapota, vallási vagy világnézeti meggyőződése, politikai vagy más véleménye, családi állapota, anyasága (terhessége) vagy apasága, nemi identitása, életkora, társadalmi származása, vagyoni helyzete, érdekképviselethez való tartozása, egyéb helyzete) függ össze, és célja vagy hatása valamely személlyel szemben megfélemlítő, ellenséges, megalázó, megszégyenítő vagy támadó környezet kialakítása.
A zaklatás különös részi tényállása 2008 óta része a magyar Büntető Törvénykönyvnek. E tényállást átvette a 2013-ban hatályba lépett Btk. is.

## A hatályos Btk-ban (222. §)
Aki abból a célból, hogy mást megfélemlítsen, vagy más magánéletébe, illetve mindennapi életvitelébe önkényesen beavatkozzon, őt rendszeresen vagy tartósan háborgatja, ha súlyosabb bűncselekmény nem valósul meg, vétség miatt egy évig terjedő szabadságvesztéssel büntetendő.
Aki félelemkeltés céljából
- a mást vagy rá tekintettel hozzátartozóját személy elleni erőszakos vagy közveszélyt okozó büntetendő cselekmény elkövetésével megfenyeget, vagy
- b  a látszatot kelti, hogy más életét, testi épségét vagy egészségét sértő vagy közvetlenül veszélyeztető esemény következik be,

vétség miatt két évig terjedő szabadságvesztéssel büntetendő.
Aki a zaklatást
- a házastársa, volt házastársa, élettársa vagy volt élettársa sérelmére,
- b nevelése, felügyelete, gondozása vagy gyógykezelése alatt álló személy sérelmére, illetve
- c hatalmi vagy befolyási helyzetével visszaélve

követi el, az 1 bekezdésben meghatározott esetben két évig, a 2 bekezdésben meghatározott esetben bűntett miatt három évig terjedő szabadságvesztéssel büntetendő.

## Az internetes zaklatás
Internetes zaklatásnak (vagy online zaklatásnak) nevezzük  a zaklatás azon formáját, ahol az internetet vagy más telekommunikációs eszközt használnak ahhoz, hogy egyének, csoportok vagy szervezetek ellen zaklató jellegű cselekedeteket kövessenek el.
Egyes országokban külön törvényt hoztak létre az interneten elkövetett bűncselekmények szabályozására.
Az első törvényt  Amerikában, Kalifornia államban 1999-ben léptették életbe. (U.S. Cyberstalking law).
2001. november 23-án Budapesten, az U.S.A és további 29  ország aláírta az első olyan konvenciót, amely az Európai Unió kezdeményezéseként az internetes bűncselekmények problémájával és ezek szabályozásával foglalkozik.
Magyarországon a a magánélet védelméről szóló 2018. évi LIII. törvény II. fejezet  6. pontja (A kapcsolattartás tiszteletben tartásához való jog) hangsúlyozza:  Az egyént fokozott védelem illeti meg mind a zaklatás hagyományos, mind a zaklatás valamennyi internetes formájával szemben. 

### Tipikus elkövetési magatartások

#### Személy ellen
- e-mail, chat, internetes oldalakon át küldött zaklató jellegű üzenetek
- személyes adatok megszerzése, felhasználása (e-mail jelszó, bankkártya számok, egyéb személyes adatokhoz való engedély nélküli hozzáférés)
- személyes adatok módosítása (adatok, képek, információk) ezáltal téves információk terjesztése az érintett személyről,
- hamis identitás használata  - az áldozat identitását használják online tevékenységekhez (chat, vásárlás-kezdeményezés, bejelentkezés regisztrációs oldalakra), vagy az érintett személy nevében fals üzeneteket küldeni, vagy hamis információt terjeszteni a környezetnek.
- szexuális töltetű üzenetek, felhívások- kiskorúak zaklatása szexuális jellegű üzenetekkel
- mobiltelefon használata zaklatásra (névtelen hívások, megfélemlítő, megalázó üzenetek ismételt jelleggel)

#### Számítógép ellen
- vírusok küldése  az érintett személy számítógépére, rongáló szándékkal
- üzenetbombák küldése, ezáltal az érintett személy postafiókját fogadóképtelenné tenni
- megadni az érintett személy e-mail címét olyan oldalakon, ami által kéretlen üzeneteknek van kitéve a postafiókja